# Киселёв, Владимир Николаевич (краевед)
Владимир Николаевич Киселёв (бел. Уладзімір Мікалаевіч Кісялёў; 28 апреля 1931, д. Шацк, Пуховичский район, Минская область — 16 января 2021) — советский и белорусский краевед, кандидат экономических наук (1986).

## Биография
Окончил Московский автодорожный институт (1955). В 1955—1992 годах работал в Минске на городском транспорте, в Министерстве жилищно-коммунального хозяйства, Белорусской политехнической академии. Заслуженный работник жилищно-коммунального хозяйства Беларуси (1981).
Автор краеведческих работ, посвященных Наднёмонью (Узденский район), очерков об ученых В. Завитневиче и Я. Наркевиче-Иодко. Изучал историю народного хозяйства.